# Gyllenbjörnbär
Gyllenbjörnbär (Rubus aureolus) är en rosväxtart som beskrevs av Allander. Enligt Catalogue of Life ingår Gyllenbjörnbär i släktet rubusar och familjen rosväxter, men enligt Dyntaxa är tillhörigheten istället släktet rubusar och familjen rosväxter. Arten är reproducerande i Sverige. Utöver nominatformen finns också underarten R. a. albifrons.